# Roanoke Dazzle 2005-2006
La stagione 2005-06 dei Roanoke Dazzle fu la 5ª e ultima nella NBA D-League per la franchigia.
I Roanoke Dazzle arrivarono terzi nella NBA D-League con un record di 25-23. Nei play-off persero la semifinale contro i Fort Worth Flyers (1-0).

## Roster
| N° | Naz.                   | Ruolo | Sportivo            | Anno | Alt. | Peso |
| -- | ---------------------- | ----- | ------------------- | ---- | ---- | ---- |
| 1  | Stati Uniti (bandiera) | G     | James Taylor        | 1983 | 183  |      |
| 2  | Stati Uniti (bandiera) | A     | Andray Blatche      | 1986 | 211  | 107  |
| 3  | Stati Uniti (bandiera) | G     | Brian Chase         | 1981 | 178  | 77   |
| 4  | Stati Uniti (bandiera) | G     | Will Bynum          | 1983 | 183  | 84   |
| 5  | Stati Uniti (bandiera) | A     | Seth Doliboa        | 1980 | 203  | 102  |
| 6  | Stati Uniti (bandiera) | A     | Tyrone Sally        | 1982 | 201  | 95   |
| 7  | Stati Uniti (bandiera) | G     | Brian Chase         | 1981 | 178  | 77   |
| 8  | Stati Uniti (bandiera) | G     | Malik Moore         | 1976 | 193  | 84   |
| 11 | Grecia (bandiera)      | C     | Andreas Glyniadakīs | 1981 | 216  | 127  |
| 15 | Stati Uniti (bandiera) | C     | Kevin Owens         | 1980 | 208  | 104  |
| 16 | Stati Uniti (bandiera) | G     | Anthony Grundy      | 1979 | 191  | 82   |
| 22 | Stati Uniti (bandiera) | A     | Bryant Matthews     | 1982 | 201  | 98   |
| 25 | Stati Uniti (bandiera) | A     | Isiah Victor        | 1978 | 206  | 100  |
| 30 | Stati Uniti (bandiera) | A     | Nate Daniels        | 1983 | 201  | 100  |
| 32 | Stati Uniti (bandiera) | A     | Jason Clark         | 1982 | 203  | 109  |
| 34 | Porto Rico (bandiera)  | G     | Peter John Ramos    | 1985 | 221  | 125  |
| 40 | Stati Uniti (bandiera) | AC    | D'or Fischer        | 1981 | 211  | 109  |

## Staff tecnico
- Allenatore: Kent Davison
- Vice-allenatore: Chucky Brown
- Preparatore atletico: Brandon Noyes